# Рашид Аліуї
Рашид Аліуї (араб. رشيد عليوي, фр. Rachid Alioui, нар. 18 червня 1992, Ла-Рошель) — марокканський та французький футболіст, нападник клубу «Нім». Виступав за олімпійську збірну Марокко.

## Клубна кар'єра
Почав займатись футболом в академії клубу з рідного міста «Ла-Рошель». 2009 року потрапив до структури «Генгама», де грав за дублюючу та юнацьку команди.
7 липня 2011 року підписав однорічний контракт з «Генгамом» і за два тижні дебютував за основну команду в матчі кубка ліги проти «Лаваля» (2:0), в якому відразу відзначився голом. Тиждень потому, він зробив свій дебют і в чемпіонаті, вийшовши на заміну в матчі Ліги 2 проти «Шатору» (1:1). За підсумками сезону 2012/13 «Генгам» зайняв друге місце і вийшов в Лігу 1. В елітному дивізіоні команда змогла зберегти прописку, а також виграла Кубок Франції 2014 року. Всього встиг відіграти за команду з Генгама 57 матчів в національному чемпіонаті.
Влітку 2015 року Аліуї був відданий в оренду в клуб Ліги 2 «Лаваль», а після завершення оренди влітку 2016 року перейшов на повноцінній основі в клуб «Нім», що також виступав у другому дивізіоні.

## Виступи за збірну
На початку листопада 2011 року Аліуї був одночасно запрошений до молодіжної збірної Франції (U-20) і олімпійської збірної Марокко. В підсумку Рашид вирішив захищати кольори Марокко, країни його батьків. Протягом 2011–2012 років залучався до складу олімпійської збірної Марокко. На молодіжному рівні зіграв у 2 офіційних матчах.
5 березня 2014 року дебютував у національній збірній Марокко в товариському матчі проти збірної Габону (1:1). У 2017 році він був включений до заявки збірної на Кубок африканських націй у Габоні.

## Досягнення
- Володар Кубка Франції: 2013/14